# Osówiec Szlachecki
Osówiec Szlachecki – wieś w Polsce położona w województwie mazowieckim, w powiecie przasnyskim, w gminie Przasnysz. Ma status sołectwa.
Pierwsze informacje dotyczące wioski pochodzą z 1437 roku. W 1567 roku wieś o nazwie Osówiec Mały podzielona była na 7 części, które w sumie miały 4,5 włók. W 1866 roku wieś już mocno rozbudowana posiadała 35 domostw i 203 mieszkańców, mając 500 mórg gruntów. W 1915 roku podczas bitwy przasnyskiej Osówiec Szlachecki w wyniku ostrzału artyleryjskiego przez wojska niemieckie został doszczętnie zniszczony. Obecnie w wiosce znajduje się 30 zagród i 166 mieszkańców. 
W latach 1975–1998 miejscowość administracyjnie należała do województwa ostrołęckiego.
W Osówcu Szlacheckim znajduje się Osówiecka Góra, która mając 220 m n.p.m. jest najwyższym w okolicy punktem widokowym. 
Wierni Kościoła rzymskokatolickiego należą do parafii św. Stanisława Biskupa w Świętym Miejscu.